# Trollius membranostylis
Trollius membranostylis är en ranunkelväxtart som beskrevs av Hulten. Trollius membranostylis ingår i släktet smörbollssläktet, och familjen ranunkelväxter. Inga underarter finns listade i Catalogue of Life.